# Жељко Бродарић
Жељко Бродарић "Јапа", хрватски музичар, гитариста, вокал, музички аранжер и музички продуцент.

## Биографија
Почео је као рокер. Музички га је обликовало слушање рока, а увек је слушао џез, посебно бибоп период из 40-их и 50-их година, класике Тин Пан Аллеи-а, Бродвеј и холивудске мјузикле.  Свирао је у сплитском бенду Метку, где је наступао пред 70.000 људи.  У Метку је свирао гитариста, а пошто је Ранко Бобан напустио бенд, као гитариста је дошао његов брат Златко, а Жељко је прешао на место вокала. Године 1976. свирао је у сплитској супергрупи Путу. Осамдесетих година прошлог века сарађивао је у Апокалипси. Сарађивао је са многим познатим хрватским музичарима (Ђаволи, Магазин, Регата, Мило Хрнић, Хаустор, Аниматори, Луки) и страним (Црвена јабука и др.).  Студирао је економију. Крајем осамдесетих своју музичку каријеру заменио је радом у бродарству, због чега је његова ћерка Сара целокупно основно образовање завршила у иностранству, а вратили су се када је требало да крене у средњу школу. Тридесет година након рођења ћерке, наступа као џез музичар. Од 2017. године наступа заједно са ћерком Саром у дуету Сара & Јапа у музичким вечерима названим по његовој чувеној композицији Split at Night. Крајем августа 2019. Split at Night добио је тродневну фестивалску верзију у подрумима Диоклецијанове палате, где је слушаоцима и гледаоцима био понуђен џез програм на „сплитски“ начин. 

## Дискографија
- Објавио је самостални ЛП албум Мајмуни 1982. године и исте године сингл Мајмун ради што мајмун види.
- Његове песме налазе се на компилацији Мој нови вал.
- Доприносио је бројним албумима хрватских музичара као вокал, инструменталиста, текстописац, композитор, аранжер, продуцент, техничко особље, а дизајнирао је и омоте неколико албума Метка и једног сингла Мери Цетинић.